# Laganosuchus
Laganosuchus je izumrl rod stomatosuchidskih krokodilom podobnih plazilcev. Fosili se nahajajo na področju Nigra in Maroka in segajo v zgornjo kredo  Ime "krokodil palačinkar" izhaja iz stare grščine laganon ("palačinka") in souchos ("krokodil") v povezavi z nizko lobanjo, ki je karakteristika vseh stomatosuchidov. Paul Sereno in Hans Larsson sta ga poimenovala "PancakeCroc" oz. "Krokodil Palačinkar", ki sta mu tudi prva določila rod v monografiji, objavljeni v ZooKeys leta 2009 skupaj z drugimi saharskimi krokodilom podobnimi plazilci, kot so Anatosuchus in Kaprosuchus. Po Serenu, je primerek Laganosuchusa segal do 6 m dolžine. Ploska lobanja je obsegala 1 m dolžine, prehranjeval pa se je z ribami. Ure dolgo je nepremično čakal na plen, da je priplaval v bližino, nakar se je pognal nadenj s široko odprtimi čeljustmi z ostrimi, koničastimi zobmi.